# Гуменний Ігор Володимирович
Ігор Володимирович Гуменний (6 грудня 1956) — український дипломат. Надзвичайний та Повноважний Посол України.

## Біографія
Народився 6 грудня 1956 року в місті Ковель на Волині. У 1979 році закінчив Київський державний університет за спеціальністю «Міжнародні економічні відносини та англійська мова».
У 1979—1988 рр. — економіст, заступник секретаря, секретар комітету комсомолу, заступник начальника відділу Центрального статистичного управління Української РСР.
У 1988—1989 рр. — заступник начальника Управління Держкомстату Української РСР.
У 1991—1992 рр. — Перший секретар Управління міжнародних економічних відносин Міністерства закордонних справ України.
У 1992—1998 рр. — Другий секретар, перший секретар, радник Постійного Представництва України при ООН, м. Нью-Йорк, США.
У 1998—2002 рр. — Директор Валютно-фінансового управління Міністерства закордонних справ України.
З 05.03.2004 по 25.02.2008 — Надзвичайний та Повноважний Посол України в Таїланді.
З 01.11.2004 по 25.02.2008 — Надзвичайний та Повноважний Посол України в Лаосі за сумісництвом.
З 15.02.2005 по 25.02.2008 — Надзвичайний та Повноважний Посол України в М'янмі за сумісництвом.
У 2008—2010 рр. — Директор Третього територіального департаменту (країни Африки, Близького Сходу, Азійсько-Тихоокеанського регіону) Міністерства закордонних справ України.
З 25.08.2010 — 19.12.2015 — Надзвичайний і Повноважний Посол України в Малайзії.
З 01.09.2011 — 19.12.2015 — Надзвичайний та Повноважний Посол України в Східному Тиморі за сумісництвом.
З 1995 — Член Комітету з внесків ООН.